# Jan Kurczewski
Jan Kurczewski (ur. 8 czerwca 1854 w Sołach, zm. 30 lipca 1916 w Wilnie) – polski ksiądz, historyk.

## Życiorys

### Początki kapłaństwa
W roku 1874 wstąpił do seminarium duchownego w Wilnie, w 1879 r. został wysłany do Akademii Duchownej rzymskokatolickiej w Petersburgu. Ukończył ją w roku 1881 zdobywając stopień magistra teologii za rozprawę De immaterialitate animae. Tegoż roku został wyświęcony na kapłana w Kownie przez biskupa Bereśniewicza i mianowany nauczycielem religii w II Gimnazjum w Wilnie oraz profesorem prawa kościelnego, kaznodziejstwa i historii kościoła w seminarium duchownym. Jednocześnie był prefektem w progimnazjum wileńskim.

### Duszpasterstwo
W początkach posługi księdza Kurczewskiego na czele diecezji stał sprzyjający caratowi prałat Piotr Żyliński. Za odmowę przyjęcia książek do nabożeństwa w języku rosyjskim, co uznano za "jawne wyrażenie pogardy dla języka rosyjskiego", Kurczewski został w roku 1886 usunięty z gimnazjum i seminarium oraz wysłany na probostwo do Kiemieliszek a następnie w parafii św. Jakuba w Wilnie. Kościół ten odrestaurował. W 1989 został mianowany przez biskupa Stefana Zwierowicza kanonikiem katedry wileńskiej, zaś w 1900 prałatem. Był również członkiem konsystorza. W 1899 zrzekł się probostwa pracując w kurii biskupiej (w 1904 został jej oficjałem). 17 września 1905 z rozporządzenia biskupa wileńskiego, Edwarda von Roppy, dokonał uroczystego poświęcenia Bazyliki Archikatedralnej w Białymstoku. Był protonotariuszem apostolskim. W 1901 otrzymał ponownie nominację na profesora prawa kanonicznego i historii Kościoła w seminarium duchownym. Wykładał również język polski, kaznodziejstwo oraz filozofię scholastyczną. Stanowiska tego zrzekł się w roku 1911 i całkowicie poświęcił się pracy naukowej. Jako kaznodzieja, powoływany był przez biskupa Stefana Zwierowicza, a następnie przez biskupa Edwarda von Roppy, do towarzyszenia im podczas wizytacji kanonicznych diecezji wileńskiej. W 1901 roku odnowił zabytkową kapliczkę-słup o trzech kondygnacjach św. Jacka w Wilnie na Pohulance.
Kazania głosił w katedrze i w kościołach parafialnych, a dzięki jego głosowi, łatwości wysławiania się, obrazowości i prostocie mowy, trafiał do serc i umysłów wiernych. Jego pamięć pozwalała mu również cytować stronami Pismo Święte.

### Działalność w Towarzystwie Przyjaciół Nauk
Kurczewski był samoukiem, metody naukowej nie znał, w poglądach na dzieje Kościoła był konserwatystą. W badaniach swych opierał się jednak głównie na źródłach, dzięki czemu jego prace zachowały trwałą wartość. Był współpracownikiem Podręcznej Encyklopedii Kościelnej. Twórczość historiograficzna wyrosła głównie dzięki atmosferze, którą wytworzyło wówczas w Wilnie Towarzystwo Przyjaciół Nauk, powstałe dzięki złagodzeniu kursu polityki wewnętrznej caratu po rewolucji 1905 roku. Kurczewski nie był inicjatorem tego towarzystwa, mimo to musiał się cieszyć autorytetem moralnym w Wilnie, skoro 23 marca 1907 roku wybrano go na prezesa (choć jeszcze nie miał na swoim koncie prac ściśle naukowych). Na posiedzeniu Towarzystwa Przyjaciół Nauk wygłosił odczyt Biskup Białłozor i spustoszenie Wilna oraz klejnotów katedralnych w połowie XVII wieku. Prezesem był aż do śmierci.

### Śmierć
W ostatnich latach życia Jan Kurczewski, z powodu złego stanu zdrowia, rzadziej pełnił posługę kapłańską, poświęcając się wyłącznie pracy naukowej. Zmarł na atak serca, na ambonie w trakcie Mszy Świętej, w Katedrze Wileńskiej, 30 lipca 1916 roku. Fakt ten uwieńczono przez wmurowanie pod amboną tablicy upamiętniającej. Jan Kurczewski spoczywa przy kaplicy na cmentarzu Na Rossie w Wilnie (kwatera nr 26).

## Twórczość
- Biskupstwo wileńskie od jego założenia aż do dni obecnych, zawierające dzieje i pracę biskupów i duchowieństwa diecezji wileńskiej oraz wykaz kościołów, klasztorów, szkół i zakładów dobroczynnych i społecznych, 1912
- Kościół Zamkowy, czyli Katedra Wileńska: w jej dziejowym, liturgicznym, architektonicznym i ekonomicznym rozwoju, tom I, 1908
- Kościół Zamkowy, czyli Katedra Wileńska: w jej dziejowym, liturgicznym, architektonicznym i ekonomicznym rozwoju. Źródła historyczne na podstawie aktów kapitulnych i dokumentów historycznych, tom II, 1910
- Kościół Zamkowy, czyli Katedra wileńska: w jej dziejowym, liturgicznym, architektonicznym i ekonomicznym rozwoju. Streszczenie aktów kapituły wileńskiej, tom III, 1916
- Wykład przenajświętszej ofiary Mszy Świętej w 30 naukach niedzielnych, 1898
- Ja Matka Pięknej Miłości: nabożeństwo majowe ku pożytkowi rodzin chrześcijańskich, 1899
- Mowa żałobna za duszę świętej pamięci Ojca Świętego Leona XIII, 1903
- Pamiątka uroczystego poświęcenia pomnika i statui św.Jacka w Wilnie, 1906
- Konferencje i nauki rekolekcyjne, 1906
- Święci biskupi i apostołowie Litwy i Rusi Litewskiej, 1913
- Konferencje dla Kapłanów Wypow. przez Ks. Jana Kurczewskiego na rekolekcjach kapłańskich 1913 w Seminarium Wileńskim
- Kościół katolicki w Smorgoniach, 1914
- Z dziejów Trynitarzy Polskich, 1914
- Opowiadania o dziejach Chrześcijaństwa Litwy i Rusi. Część I od chrztu Litwy do końca XVI wieku, 1914
- Rozmyślania o tajemnicach Różańca Świętego na każdy dzień miesiąca, 1914
- Pamiątka zbudowania i poświęcenia Trzech Krzyżów w Wilnie na Górze Trzykrzyskiej w roku 1916, 1916
- Kazania Świąteczne, 1897
- Kazania przygodne, 1899
- Kazania na zakończenie XIX wieku, 1901
- Kazanie w rocznicę poświęcenia Kościoła Katedralnego w Wilnie, 1903
- Gospodarz i sługa wobec Prawa Bożego, kazania dla robotników 1901, 1906
- Wiadomości o szkołach parafialnych w Diecezji Wileńskiej, 1909 – rozprawa

Pisał również w:
- prasie wileńskiej i grodzieńskiej
- Encyklopedii kościelnej Nowodworskiego
- kwartalniku Litwa i Ruś
- tygodniku Przyjaciel, 1913
- Rocznikach Towarzystwa Przyjaciół Nauk w Wilnie